# Max Gerwig
Max Carl Gerwig (* 30. Dezember 1889 in Basel; † 10. Mai 1965 ebenda) war ein Schweizer Jurist.

## Leben

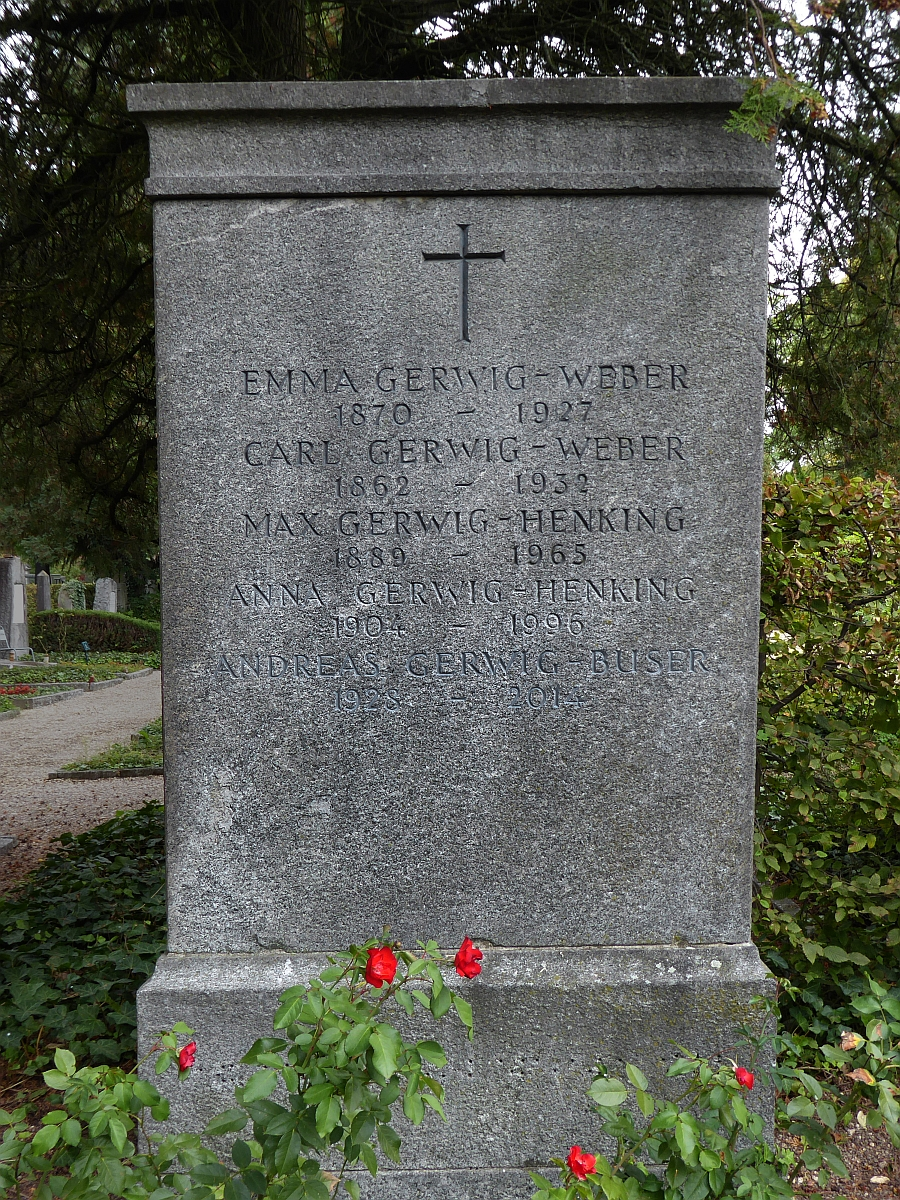
Grab auf dem Wolfgottesacker, Basel

Max Gerwig studierte Rechtswissenschaft an den Universitäten Basel, Heidelberg und Leipzig. 1919 war er Mitgründer der sozialistischen Wochenzeitung Der Aufbau. Er war als Richter tätig, so als Statthalter am Zivilgericht und als Präsident am Appellationsgericht des Kantons Basel-Stadt. Daneben lehrte er an der Universität Basel. Bis 1938 präsidierte er die Kuratel der Universität. Von 1945 bis 1954 war er ordentlicher Professor für Privatrecht und Zivilprozessrecht an der Universität Basel. Sein Hauptwerk ist: Schweizerisches Genossenschaftsrecht (1957).
Der Politiker Andreas Gerwig (1928–2014) war sein Sohn.

## Schriften
- Was sollen wir tun? Ein Wort an die Aktiven. Buchdruckerei Werner-Riehm, Basel 1915.
- Unsere Stellung zum sozialen Bürgerkrieg. In: Neue Wege. Bd. 12 (1918), H. 12, S. 587–620, doi:10.5169/seals-134359.
- Die Auskunftspflicht der Banken gegenüber dem Betreibungsamt. In: Zeitschrift für Schweizerisches Recht. Bd. 53 (1935), S. 105–129.
- Ehrverletzung gegenüber juristischen Personen im schweizerischen Strafrecht. In: Aus der Praxis schweizerischer Gerichte und Verwaltungsbehörden: Festgabe zum siebzigsten Geburtstage von Fritz Goetzinger (= Basler Studien zur Rechtswissenschaft. H. 10). Hrsg. von der juristischen Fakultät der Universität Basel und vom Appellationsgericht des Kantons Basel-Stadt. Helbing & Lichtenhahn, Basel 1935, S. 69–111.
- Die Genossenschaft. In: Sieben Vorträge über das neue Obligationenrecht. Veranstaltet von der Basler Handelskammer. Helbing & Lichtenhahn, Basel 1937, S. 149–192.
- Demokratische Selbstbesinnung. Vortrag. Genossenschaftsdruckerei gdz, Zürich 1938.
- Die Pfändbarkeit von Genossenschaftsanteilen. Gutachten. Schweizerischer Verband für Wohnungswesen, Zürich 1953.
- Schweizerisches Genossenschaftsrecht. Stämpfli, Bern 1957.
- Naturrecht und historische Rechtsschule: Ein Blick in Vergangenheit und Zukunft. In: Festgabe zum Schweizerischen Juristentag. Hrsg. von der Juristischen Fakultät der Universität Basel und vom Basler Juristenverein. Helbing & Lichtenhahn, Basel 1963, S. 57–76.